# المرية (مقاطعة)
مقاطعة المَرِيَّة (بالإسبانية:Almería، ألمـرية) هي مقاطعة إسبانية تقع في جنوب شرق الدولة، تقع ضمن حدود منطقة أندلوسيا.
عاصمتها هي مدينة المرية، تنقسم المقاطعة إلى 102 بلدية.

## الجغرافيا
تقع مقاطعة المرية في جنوب شرق إسبانيا تحدها من الشمال مقاطعة مرسية، ومن الجنوب والشرق البحر المتوسط، ومن الغرب مقاطعة غرناطة.
تبلغ مساحة مقاطعة المرية 8.774 كم².

## الديموغرافيا
يبلغ عدد سكان مقاطعة المرية 702.819 نسمة عام 2011 (وفقاً للمعهد الوطني للإحصاء الإسباني).
فيما يلي قائمة أكبر البلديات من حيث عدد السكان (بتاريخ 1 يناير 2011):
1. المرية 190.349 نسمة
2. روكيتاس ديل مار 89.851 نسمة
3. إلإيخيدو 83.774 نسمة
4. نيخار 29.284 نسمة
5. أدرا 24.512 نسمة
6. فيكار 23.656 نسمة
7. أويركال-أوفيرا 18.580 نسمة
8. أويركال دي ألمرية 16.074 نسمة
9. برجة 15.388 نسمة
10. بيرة 14.689 نسمة